# 藤森真治
藤森 真治（眞治、ふじもり しんじ、1891年（明治24年）8月5日 - 1957年（昭和32年）5月17日）は、大正から昭和期の医師、政治家。参議院議員、医学博士。

## 経歴
兵庫県姫路市出身。1913年（大正2年）岡山医学専門学校を卒業。1915年（大正4年）耳鼻咽喉科医院を開業する。その後、ベルン大学を卒業して医学博士となる。
姫路市本町に藤森病院を開業し院長に就任、藤森医療財団理事長となる。また兵庫県医師会姫路市支部長、姫路市公職適否審査委員などを務め、姫路市議会議員にも選出された。ほか日本医療法人協会理事長、日本耳鼻咽喉科学会評議員、日本気管食道科学会顧問、社会保障制度審議会委員を歴任した。
1947年（昭和22年）4月の第1回参議院議員通常選挙で兵庫県地方区から出馬して当選し、緑風会に所属して参議院議員に1期在任した。この間、参議院厚生委員長などを務めた。